# ピート・ケー
ピーテル・ウィリアム（ピート）・ケー（Pieter William "Piet" Kee、1927年8月30日 - 2018年5月25日）は、オランダのオルガニスト、作曲家。

## 来歴
オランダのザーンダム生まれ。スウェーリンク音楽院（現アムステルダム音楽院）にてオルガン、ピアノ、作曲を学び、最優秀賞 (Prix d'Excellence) を得て卒業する。

### 即興コンクールでの優勝
1953年、ハールレムで開かれたオルガン即興コンクールにおいて、アントン・ハイラーとカール・リヒターという2人の大オルガニストをおさえて優勝した。課題は、アドリアーン・エンゲルスの作曲した主題によって3楽章による楽曲を即興で演奏するというものであった。
主題は各演奏者に、演奏の1時間前にそれぞれ手渡された。主題と各楽章の内容の指示は以下の通り。
1. 主題ⅠとⅡを用いたソナタ
2. 自由な形式による間奏曲
3. 主題Ⅲによるフィナーレ

この後、1954年、1955年と連続して3度優勝を果たしている数少ない奏者である。

### その後
1954年から1988年までアムステルダムのミュージック・リセウムとスウェーリンク音楽院にて教鞭をとるほか、オルガニストのためのハールレム国際夏期講習会で定期的に講師を務めた。1952年から1987年までアルクマールの聖ラウレンス教会のオルガニスト、1956年から1989年までハールレム市オルガニストとして、聖バーヴォ大教会の世界的に知られるクリスチャン・ミュラー製オルガンの常任奏者を務めた。
即興演奏の技術は卓越したものであり、オルガンによる即興のコンクールで頻繁に審査員を務めている。
作曲家としても、定期的に新しい作品を発表している。近年の作品の中には、2006年3月にトーマス・トロッターによって初演された『ハールレム協奏曲』などがある。
1988年にはオリヴィエ・メシアンとともに、王立音楽大学のオルガン名誉研究員号を授与された。
2018年5月25日に死去。90歳没。

## 作品
以下の一覧は作品の一部である。ベーレンライター、ペータースなどから出版されている。

### オルガン作品
- 詩編86編による『トリプティック』（1960年）
- 二つのオルガン作品（1962年）

1. 「目覚めよ」によるファンタジア
2. 受難のコラール

- 手鍵盤のための4つの小品（1966年）
- 3つのオランダの歌に基づくヴァレリウスへの頌歌『Gedenck-Clanck 76』（1976年）
- ビオス（7楽章）（1995年）
- ペーター・サーンレダムの絵画による『The Organ』（2000年）

### 他の楽器とオルガンの室内楽作品
- 2つのオルガンと3つのトランペットおよび2つのトロンボーンのための『音楽と空間』（1969年）
- 教会オルガンと3つのストリートオルガンのための『コンフロンテーション』（1979年）
- オルガンと小オルガンまたは電子鍵盤、アルトサクソフォーンおよびソプラノリコーダーのための『ネットワーク』（1996年）
- オルガンと4つの小オルガンのための『フェスティヴァル・スピリット』（イギリス聖オーバンス国際オルガン音楽祭コンクール審査委員会委嘱）（2001年）
- オルガンと独奏ヴァイオリンおよび打楽器のための『ビオスII』（2002年）
- オルガンとオーケストラのための『ハーレム協奏曲』（オーケストラは管楽合奏、アルトサクソフォーン、テナーサクソフォーン、コントラバス、打楽器およびハルモニウム）（2005年）

### 合唱作品
- 混声合唱と独唱（ソプラノ・アルト・テノール・バス）および任意の通奏低音のための『世界』（詩・ヘンリー・ヴォーン）（1999年）
- 無伴奏混声合唱と2ソプラノ独唱のための『天国』（詩・ジョージ・ハーバート）（2000年）

### カリヨン作品
- フランス・ハルス組曲（1990年）

1. 音の大きな曲
2. ユディス・レスターのためのサラバンド
3. フランス・ハルス・トッカータ

- Daaaee（1999年）

### その他
- フルート独奏のための『飛行』（1992年）
- ヴァイオリンとピアノのための『アップ・ボウ』（1997年）
- リード楽器五重奏のための『風』（2000年）
- ハルモニウムとオルガンのための『セルヴス』（2006年）

## 録音
初期の録音はテレフンケン、HMV、フィリップスおよびGuild labelsでされたものである.
1989年からは、シャンドス・レーベルから11の録音が発表されている。それらはスウェーリンク、パッヘルベル、ブルーンス、ブクステフーデ、バッハ、メンデルスゾーン、フランク、アラン、レーガー、ヒンデミット、アンドリーセン、メシアンの作品を、ハーレムの聖バーヴォ教会、アルクマールの聖ラウレンス教会、デンマークのロスキルデ大聖堂、ヴァイガルテンの大聖堂、フローニンゲンのマルティーニ教会およびアムステルダムのコンセルトヘボウなどの著名なヨーロッパの楽器で録音したものである。これらの録音のいくつかは現在、MP3形式でダウンロードできるようになっている。

## 著作
- バッハのパッサカリアの秘密（1983年6月、仏・『ディアパゾン』誌）
- ブクステフーデのパッサカリアにおける天文学（1984年、『アルス・オルガニ』誌、再版2007年8月、『オルガニスト・レビュー』誌）
- パッサカリアとシャコンヌにおける数と象徴主義（1988年、ジョン・ルースモア協会）
- ハイドンの最後の交響曲：ロンドンからの表現？（2006年冬、『ミュージカル・タイムズ』147巻1897号57〜62ページ）